# 태즈메이니아 온대 우림

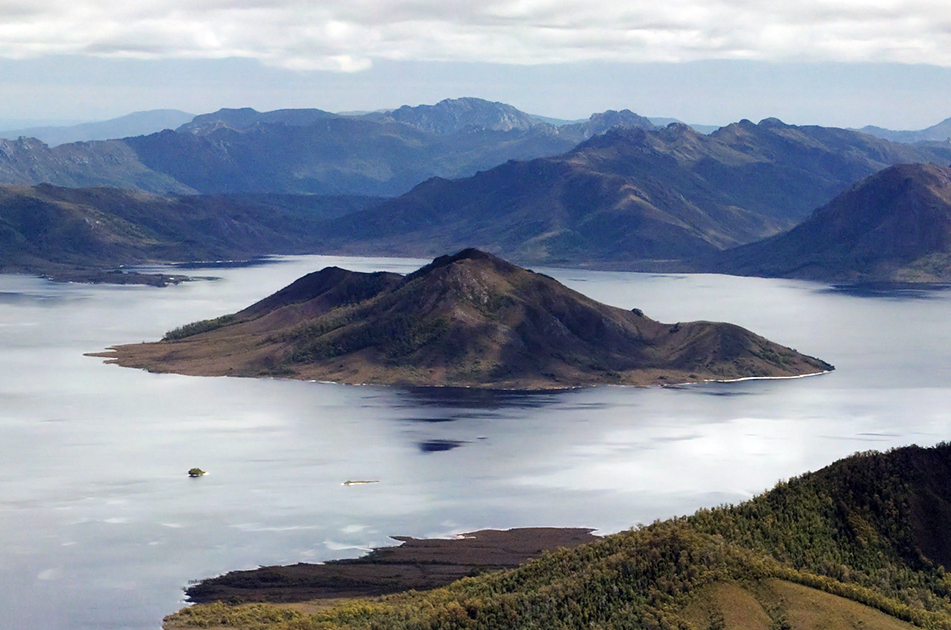

태즈메이니아의 온대 우림은 서부 태즈메이니아의 온대 활엽수림과 혼합림으로 구성된 생태 지역이다. 이 생태 지역은 태즈메이니아와 호주, 뉴질랜드, 뉴기니, 뉴칼레도니아 및 인접 섬을 포함하는 오스트랄라시아(Australasian) 지대의 일부이다. 호주의 열대우림 삼림은 엽층부(캐노피: 숲의 우거진 윗부분)가 70-100%를 차지하는 폐쇄적인 숲으로 분류된다. 호주의 열대 우림은 열대 우림, 아열대 우림, 몬순 우림 그리고 온대 우림으로 나누어져 있다. 태즈메이니아 열대우림은 각기 다른 우림으로 분류되어 있으며, 서늘한 온대 우림으로서는 호주에서 가장 식물의 종에 관해서는 가장 다양하고 잘 발달된 형태의 산림을 대표적으로 보여준다. 태즈메이니아에서는 열대 우림은 태즈메이니아의 서부, 새비지 리버 국립공원(Savage River National Park), 남서부, 북동부 그리고 동부 해안 지역의 드문 드문에서 발견할 수 있다.
호주 대륙 본토의 서늘한 온대 우림에는 다양한 종류의 삼림 나무가 있지만 태즈메이니아에는 이끼, 간나물, 이끼, 버섯과 같은 소수의 삼림 및 관속 식물만 있다.
이러한 특징으로 인해 태즈메이니아 서늘한 온대 우림에 대한 정의는 1980년대에 엽층부(캐노피)와 관련된 기준을 충족하지 못하는 숲들 그리고 서늘한 온대 우림을 혼합 숲과 명확하게 분리하도록 하는 기준을 재정립되어 서늘한 온대 우림에 포함되도록 허용되었다.
현재 정의에 따르면 서늘한 온대 우림은 일반적으로 높이가 8m(26피트) 이상이며 화재와 같은 대규모 재난을 제외하고는 재생될 수 있는 나무들을 포함한 열대우림이다.
이 숲은 절정 식생이며 노토파구스 커닝하미 (Nothofagus cunninghamii :머틀 너도밤나무의 일종), 아테로스페르마 모스카툼 (Atherosperma moschatum 또는sassafras) 및 유크리피아 루시다 (Eucryphia lucida:가죽나무의 종)와 같은 속씨식물과 아토시스 셀라지노이데스 (Athrotaxis selaginoides 또는King Billy Pine), 라가로스트로보스 프랑클리니(Lagarostrobos franklinii: huon or macquarie 소나무)나
필로클라두스 아스플레니폴리우스 (Phyllocladus aspleniifolius: 셀러리-톱 소나무) 같은 겉씨식물이 지배적이다.
반복되는 빙하 작용으로 소수의 삼림 종만이 존재하게 되었다고 알려져 있다.
태즈메이니아의 서늘한 온대 우림은 캘리덴드러 (Callidendrous) 열대 우림, 탐닉(Thamnic) 열대 우림, 임플리케이트(Implicate) 열대 우림 및 개방형 산지의 네 가지 유형으로 나눌 수 있다. 이 네 가지 주요 유형은 구조, 화초, 분포, 풍토성 및 생태적 특성과 같은 부분에서 다른 특징을 가지고 있다.

숲 구성 및 묘사

태즈메이니아의 서늘한 온대 우림은 머틀 너도밤나무(Nothofagus cunninghamii) 군집과 연필 소나무(Athrotaxis cupressoides) 군집의 두 가지 군집들로 구성된다. 머틀 너도밤나무 군집은 캘리덴드러스 (callidendrous),탐닉(thamnic) 및 임플리케이트(implicate)로 구성되어 있는 반면 연필 소나무 군집은 모두 개방형 산지이다.

태즈메이니아의 서늘한 온대 우림은 캘리덴드러스 (Callidendrous) 열대 우림,  탐닉(Thamnic) 열대 우림, 임플리케이트( Implicate) 열대 우림 및 개방형 산지의 네 가지 유형으로 나눌 수 있다. 이 네 가지 주요 유형은 구조, 화초, 분포, 풍토성 및 생태와 같은 많은 부분에서 특성에서 다르다.